# Fifth Third Bank Tennis Championships 1999
Il Fifth Third Bank Tennis Championships 1999 è stato un torneo di tennis facente parte della categoria ATP Challenger Series nell'ambito dell'ATP Challenger Series 1999. Il torneo si è giocato a Lexington negli Stati Uniti dal 2 all'8 agosto 1999 su campi in cemento.

## Vincitori

### Singolare
Harel Levy ha battuto in finale  Kevin Kim con il punteggio di 6–4, 7–6.

### Doppio
Michael Sell /  Gabriel Trifu hanno battuto in finale  Scott Humphries /  Kevin Kim con il punteggio di 7–6, 6–7, 6–4.